# 콘셉시온주

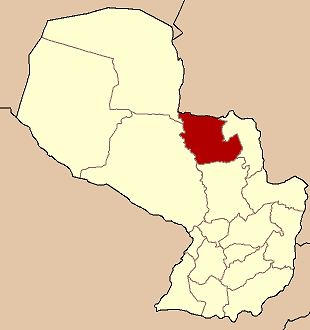
콘셉시온 주의 위치

콘셉시온주(스페인어: Departamento de Concepción)는 파라과이 북동부에 위치한 주로 주도는 콘셉시온이며 면적은 18,051km2, 인구는 180,277명(2002년 기준), 인구 밀도는 10.0명/km2이다.
북쪽으로는 브라질과 국경을 접하며 서쪽으로는 프레시덴테아예스 주와 알토파라과이 주, 남쪽으로는 산페드로 주, 동쪽으로는 아맘바이 주와 접한다. 11개 현을 관할한다.

주기